# Cortes, Bohol
Cortes là đô thị hạng 5 ở tỉnh Bohol, Philippines. Theo điều tra dân số năm 2007, đô thị này có dân số 14.586 người.

## Các đơn vị hành chính
Cortes về mặt hành chính được chia thành 14 khu phố (barangay).
- De la Paz
- Fatima
- Loreto
- Lourdes
- Malayo Norte
- Malayo Sur
- Montserrat
- New Lourdes
- Patrocinio
- Poblacion
- Rosario
- Salvador
- San Roque
- Upper de la Paz